# Крігер (енергохолдинг)
Енергохолдинг «Крігер» — українська холдингова компанія зі штаб-квартирою у Житомирі, яка об'єднує підприємства машинобудівної та енергетичної галузей під торговою маркою «Крігер».

## Історія[1]
У 1999 році на колишньому заводі «Житомирремхарчомаш» організовано виробництво твердопаливних котлів. 2005 року засновано ТОВ «Торговий дім «Крігер» та однойменну торгову марку. У 2007 році на базі заводу з виробництва твердопаливних котлів (колишній «Житомирремхарчомаш») засновано ТОВ «Котлозавод «Крігер». Наступного, 2008 року, засновано дві дочірні компанії «Крігеркотлосервіс» та «Крігербейк». У 2009 році розпочала роботу компанія «Крігеренергія». Компанія — один із лідерів з виробництва твердопаливних котлів в Україні та країнах СНД.

## Структура
- Котлозавод «Крігер» — підприємство з проектування, виробництва та реалізації побутового та промислового енергообладнання[2].
- Крігеркотлосервіс — компанія з технічного обслуговування та супроводу енергетичного обладнання та установок[3].
- Крігербейк — компанія з виробництва та постачання твердого палива з відновлюваних ресурсів[4].
- Крігеренергія — компанія з енергопостачання із відновлюваних та альтернативних джерел енергії[5].

## Напрямки діяльності
- Проектування, виробництво і устаткування побутового та промислового енергообладнання, яке працює на твердому альтернативному паливі з відновлюваних ресурсів
- Сервісне обслуговування енергообладнання на твердому паливі з відновлюваних ресурсів
- Виробництво та реалізація альтернативних видів палива з відновлюваних ресурсів для роботи твердопаливних котлів та енергоустановок
- Виробництво теплової енергії з біомаси та інших альтернативних джерел енергії